# ليث الدين

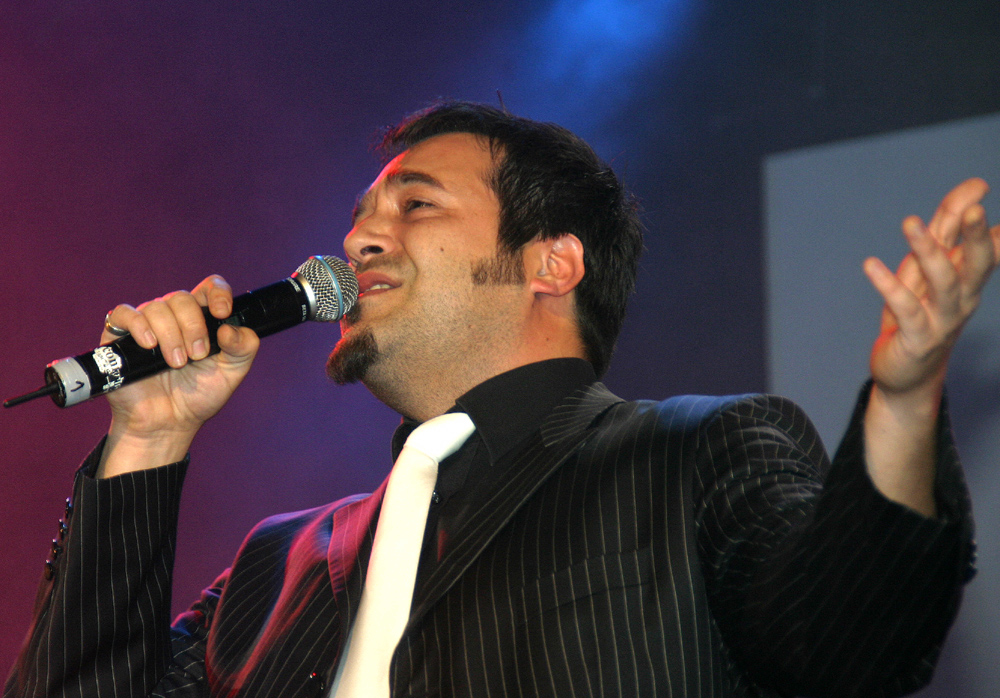
ليث الدين

ليث الدين (بالألمانية: Laith Al-Deen)‏ (Laith Al-Deen) مُغن ألماني وِلدَ لأب عراقي و أم ألمانية في 20.02.1972 في مدينة كارلسروه. عاش بين ألمانيا و الولايات المتحدة الأمريكية قبل أن يستقر في مدينة مانهايم الألمانية. أصدر خمسة ألبومات منذ العام 2000 والعديد من الأغاني المنفردة. يعتبر أحد المغنيين الألمان المعروفين على ساحة الغناء باللغة الألمانية. متزوج وليس لديه أطفال.
من أشهر أغانيه
- عيون Augen
- كل ما أريد هو أن أعرف Ich will nur wissen
- كل شيء فيك Alles an dir